# زندگی روستایی
 «زندگی روستایی» (به انگلیسی: Country Life) آلبومی از گروه موسیقی آرت راک بریتانیایی، راکسی میوزیک است که ۱۵ نوامبر ۱۹۷۴ منتشر شد و به رتبه ۳ در چارت بریتانیا و رتبه ۳۷ در چارت آمریکا دست یافت.
این آلبوم از پیچیده‌ترین و منسجمترین آثار گروه به شمار می‌رود و سال ۲۰۰۳ مجله رولینگ استون آن را در رتبه ۳۸۷ از فهرست ۵۰۰ آلبوم برتر تمام اعصار جای داد.
عکس روی جلد جنجالی آلبوم اثری از اریک بومن است؛ طرح جلدی که در چندین کشور از جمله در ایالات متحده، اسپانیا و هلند سانسور شد.